# Église Saint-Pierre-ès-Liens de Francoulès
L'église Saint-Pierre-ès-liens de Francoulès est une église catholique située à Francoulès, en France.

## Localisation
L'église est située dans le département français du Lot, au lieu-dit Saint-Pierre-Liversou, sur le territoire de la commune  de Francoulès.

## Historique
L'église a été construite au XIIe siècle. Il en subsiste une partie du chevet et un pan de mur de la nef.
L'église a été en grande partie reconstruite, probablement au XVe siècle après la guerre de Cent Ans. La chapelle sud a été construite à une époque indéterminée.
L'édifice est classé au titre des monuments historiques en 1976.
Plusieurs objets sont référencer dans la base Palissy.

## Description
L'église est à nef unique. Elle est voûtée en berceau plein-cintre avec un chevet composé d'une abside de plan semi-circulaire voûtée en cul-de-four précédée d'une partie droite. La chapelle sud est voûtée en berceau plein-cintre.
L'église possède un ensemble de deux peintures murales qui ont probablement été réalisées par des peintres différents. Les personnages de l'Annonciation et de l'Adoration des Mages semblent de la même main. Sur la voûte, représentation du Christ entouré du Tétramorphe datée du début du XVIe siècle.